# Канале
Канале (італ. Canale, п'єм. Canal) — муніципалітет в Італії, у регіоні П'ємонт,  провінція Кунео.
Канале розташоване на відстані близько 490 км на північний захід від Рима, 38 км на південний схід від Турина, 60 км на північний схід від Кунео.
Населення — 5636 осіб (2014).
Покровитель — святий Віктор.

## Демографія
Населення за роками:

Станом на 1 січня 2023 року в муніципалітеті офіційно проживало 920 іноземців з 39 країн, серед них 488 громадян країн Євросоюзу та 2 громадяни України.

## Сусідні муніципалітети
- Кастеллінальдо
- Чистерна-д'Асті
- Монта
- Монтеу-Роеро
- Пріокка
- Сан-Дам'яно-д'Асті
- Санто-Стефано-Роеро
- Вецца-д'Альба